# Liga de Campeones Árabe 1985
La Liga de Campeones Árabe 1985 es la tercera edición de este torneo de fútbol a nivel de clubes árabes organizado por la UAFA y que contó con la participación de 3 equipos representantes del África del Norte y el Medio Oriente, uno menos que en la edición anterior. Fue la primera edición en la que ninguno de sus participantes fuese campeón de su liga de fútbol, así como la primera aparición de Argelia en el torneo.
El Al-Rasheed SC de Irak se proclamó campeón del torneo tras ser el club que acumuló más puntos en el torneo para ser el campeón por primera vez en la fase final disputada en Bagdad, Irak.

## Participantes
| Nejmeh SC      | Invitado (no hubo campeonato en Líbano) |
| Al-Rasheed SC  | Anfitrión                               |
| USM El Harrach | Representante de Argelia                |

## Resultados
| Club           | Pts. | J | G | E | P | GF | GC | GD |
| -------------- | ---- | - | - | - | - | -- | -- | -- |
| Al-Rasheed SC  | 4    | 2 | 2 | 0 | 0 | 8  | 2  | +6 |
| USM El Harrach | 2    | 2 | 1 | 0 | 1 | 4  | 2  | +2 |
| Nejmeh SC      | 0    | 2 | 0 | 0 | 2 | 1  | 9  | −8 |

| 5 de diciembre de 1985 | Al-Rasheed                                                      | 6-1 | Nejmeh      | Al-Shaab Stadium, Bagdad |  |
|                        | Dirjal 8' · Abid 35' 71' · Saddam 38' · Hashim 76' · Allawi 89' |     | Chatila 79' |                          |  |

| 7 de diciembre de 1985 | Nejmeh | 0-3 | USM El Harrach                      | Al-Shaab Stadium, Bagdad |  |
|                        |        |     | Meziani 17', 30' · Ould El-Hadj 66' |                          |  |

| 9 de diciembre de 1985 | USM El Harrach | 1-2 | Al-Rasheed             | Al-Shaab Stadium, Bagdad |  |
|                        | Meziani 44'    |     | Allawi 26' · Radhi 85' |                          |  |

## Campeón
| Liga de Campeones Árabe 1985 |
| ---------------------------- |
| Bandera de Irak              |
| Al-Rasheed SC 1.er título    |